# Dyrene fra Lilleskoven
Dyrene fra Lilleskoven  (engelsk The Animals of Farthing Wood) er en animeret tv-serie, der blev produceret af European Broadcasting Union mellem 1992 og 1995. Serien er baseret på en række børnebøger af Colin Dann, og blev i Danmark vist på DR. 
Serien følger en flok dyr på vej til "Hvide Hjortes Park", hvor de kan være i fred for menneskene, der bl.a. har ødelagt deres tidligere hjem i Lilleskoven. På rejsen ledes de af Ræv og Grævling, efter anvisning af Tudse. 
I de følgende sæsoner følges dyrenes liv i "Hvide Hjortes Park", hvor de får problemer med både de blå ræve og rotter. 

## Udvikling og produktion
Serien blev bestilt af  EBU som en co-produktion mellem tv-organisationer fra 16 euopæiske lande. I spidsen for produktionen stod WDR (Tyskland) og BBC (Storbritannien). Der blev lavet 39 episoder, fordelt på tre sæsoner.

### Deltagende tv-stationer
| Land           | TV-station   | Landets titel                                                                       |
| Belgien        | BRTN RTBF    | Beestenbos is boos (hollandsk) Les Animaux du Bois de Quat'sous (fransk)            |
| Danmark        | DR           | Dyrene fra Lilleskoven                                                              |
| Tyskland       | ARD          | Als die Tiere den Wald verließen                                                    |
| Finland        | YLE          | Kaukametsän Pakolaiset (finsk) De vilda djurens flykt (svensk)                      |
| Frankrig       | OFRT A2F FR3 | Les Animaux du Bois de Quat'sous                                                    |
| Storbritannien | BBC          | The Animals of Farthing Wood                                                        |
| Irland         | RTE          | The Animals of Farthing Wood (engelsk) Cairde na Coile (irsk)                       |
| Italien        | RAI          | Le avventure del bosco piccolo (1. sæson) Volpe, Tasso e compagnia (2. og 3. sæson) |
| Kroatien       | HRTV         | Pustolovine šumske družine                                                          |
| Nederlandene   | NOS          | Beestenbos is boos                                                                  |
| Norge          | NRK          | Flukta frå Dyreskogen                                                               |
| Østrig         | ORF          | Als die Tiere den Wald verließen                                                    |
| Sverige        | SVT          | De vilda djurens flykt                                                              |
| Schweiz        | SRG TSI SSR  | De Fuchs, de Dachs und iri Fründ eller D Tier vom grosse Wald                       |
| Spanien        | TVE          | Los animales del bosque de Tres al Cuarto                                           |
| Tyrkiet        | TRT          | Gürültülü orman hayvanları                                                          |
| Japan          | SATV         | ファージングウッドのなかまたち（Farthing wood no nakamatachi)                       |

### Danske stemmer
- Søren Sætter-Lassen lægger stemme til bl.a. Ræv (dyrenes leder), Mulle (muldvarp) og Pifter (en hejre som slutter sig til flokken under dyrenes rejse til Hvide Hjortes Park).
- Jesper Mayland: Morkel (grævling med lyserød næse), Fido (Væsel og Puslings søn), Tamp (den vrede hvide kronhjort), m.fl.
- Jens Arentzen: Kronhjorten (overhoved i Hvide Hjortes Park), Kat (skovfogedens kat), m.fl.

De øvrige stemmer er indtalt af Pauline Rehne, Birgitte Raaberg, Pia Rosenbaum, Niels Weyde og Ole Lemmeke.

## Episoder
| Episode | 1. sæson                       | 2. sæson                 | 3. sæson               |
| 01.     | Det store møde                 | Velkommen helte          | Goddag og farvel       |
| 02.     | Rejsen begynder                | Vinter                   | Ude omkring            |
| 03.     | Gennem ild og vand             | Overlevelse              | Vand, vand             |
| 04.     | Det falske paradis             | Nye fjender              | Hvor er Sprinter?      |
| 05.     | En fælde for de uforsigtige    | En spøg slår igen        | Humørsyge              |
| 06.     | Hvem skal nu være leder?       | Hjem er, hvor hjertet er | Oplevelse for fugle    |
| 07.     | Nye venner, gamle fjender      | Fejden begynder          | Den langhårede præst   |
| 08.     | Venner i nød                   | Som far, sådan sønnen    | Hundeangst for slanger |
| 09.     | Pifterens stenbrud             | På et hængende hår       | Et større øf           |
| 10.     | Mellem to fælder               | Grævlings farvel         | Muldvarpelegen         |
| 11.     | En dødelig stilhed             | Opgørets time            | Orkanen                |
| 12.     | Vild forvirring                | Blod er tykkere end vand | Vejen hjem             |
| 13.     | Så tæt på, men så langt væk... | Forsoning                | Mester, Mester, Mester |

Ovenstående danske episodetitler er hentet fra DR's egen tv-guide, da serien blev vist i 2012. Det var dog ikke alle episoder der havde fået en dansk titel, og derfor er nogle episoder markeret "ikke oplyst".

## Visninger på dansk tv
Serien er blevet sendt af flere omgange. Først i 2000 og senere i 2009 på DR1 og i 2012 på DR Ramasjang. Da serien blev sendt på DR Ramasjang, var det afsnit 1 i 2. sæson der blev vist først, og derefter 3. og 1. sæson. Under visningen af 3. sæson, undlod DR Ramasjang imidlertid at vise afsnit 3 og 13.